# Aguila Saleh Issa
Aguila Saleh Issa Gueider al-Ghaiti al-Abaidy (in arabo البوبريص عقيلة صالح عيسى العبيدي‎?; Gubba, 11 gennaio 1944) è un politico e giurista libico, Presidente della Camera dei rappresentanti dal 5 agosto 2014 e Capo di Stato della Libia ad interim dal 2014 al 2021 (in contrapposizione con Fayez al-Sarraj dal 2016 al 2021).

## Biografia
È nato l'11 gennaio 1944 a Gubba, in Cirenaica, e si è laureato in giurisprudenza all'Università di Bengasi.
Eletto nel giugno 2014 alla Camera dei rappresentanti nella circoscrizione di Gubba, ha preso parte alla prima seduta del parlamento il 4 agosto successivo a Tobruch, venendo eletto Presidente della Camera dei rappresentanti e, di conseguenza, Capo di Stato ad interim; la sua nomina ha goduto del riconoscimento della comunità internazionale fino al 2016 mentre è stata contestata da Nuri Busahmein, Presidente del Congresso nazionale generale, organo legislativo concorrente alla Camera dei rappresentanti e con sede a Tripoli.
Il 20 febbraio 2015, la residenza di Aguila Saleh Issa è stata oggetto di bombardamenti da parte dei militanti dell'ISIL nella città di Gubba; le bombe presero di mira anche una stazione di servizio e una stazione di polizia. È stato uno degli attacchi più letali in Libia dalla fine della prima guerra civile, con un totale di almeno 40 persone uccise, anche se non è chiaro quante siano morte nell'attacco alla sua residenza. L'ISIL ha affermato che gli attacchi sono stati effettuati come rappresaglia per l'intervento militare egiziano del 2015 in Libia.
In seguito all'accordo di pace libico del dicembre 2015, le funzioni di Capo di Stato sono state assunte dal Consiglio presidenziale presieduto da Fayez al-Sarraj (insediatosi a Tripoli a fine marzo 2016). La presidenza di al-Sarraj è stata contestata da Saleh Issa fino alla nomina dei nuovi membri del Consiglio presidenziale nel 2021. Nell'ambito dell'elezione del nuovo governo di unità nazionale libico al Libyan Political Dialogue Forum nel febbraio 2021 si è candidato come Presidente del Consiglio presidenziale in lista con Fathi Bashagha in qualità di candidato Primo ministro, venendo sconfitto per pochi voti dalla lista di Mohamed al-Menfi e Abdul Hamid Mohammed Dbeibeh.